# 러시아-튀르크 전쟁
러시아-튀르크 전쟁(영어: Russo-Turkish wars)은 러시아 제국과 오스만 제국 사이에서 벌어진 군사 충돌을 말한다.
1. 러시아-튀르크 전쟁 (1568년-1570년)
2. 대튀르크 전쟁 : 러시아-튀르크 전쟁 (1676년-1681년), 러시아-튀르크 전쟁 (1686년-1700년) (신성 동맹 전쟁)
3. 러시아-튀르크 전쟁 (1710년-1711년)
4. 러시아-튀르크 전쟁 (1735년-1739년)
5. 러시아-튀르크 전쟁 (1768년-1774년)
6. 러시아-튀르크 전쟁 (1787년-1792년)
7. 러시아-튀르크 전쟁 (1806년-1812년)
8. 러시아-튀르크 전쟁 (1828년-1829년)
9. 러시아-튀르크 전쟁 (1853년-1856년) (크림 전쟁)
10. 러시아-튀르크 전쟁 (1877년-1878년)
11. 캅카스 전쟁, 페르시아 전역 (제1차 세계 대전의 일부, 동부 전선 (제1차 세계 대전))

## 같이 보기
- 크림 칸국